# Plomba budowlana

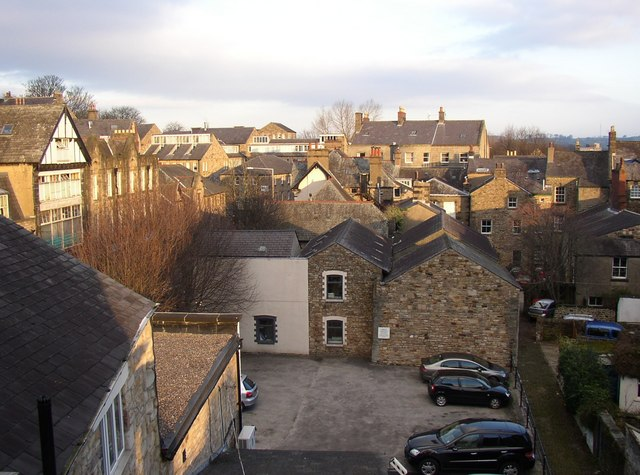
Wypełnienie miejskie, Lancaster
Centralną częścią tego widoku był ogród z początku XVIII wieku. Mieszkanie było wynajmowane lub sprzedawane po kawałku, a różne małe budynki wypełniły przestrzeń między China Street po lewej stronie, Church Street na drugim końcu i Sun Street poza zasięgiem wzroku po prawej stronie. Wąska ulica to Back Sun Street. Ten widok jest z dachu Music Room.

Plomba budowlana (plombowiec) – budynek wznoszony w luce pomiędzy istniejącymi już budynkami tworzącymi zwartą linię zabudowy (pierzeję) lub budynek wolno stojący wznoszony na działce wolnej pomiędzy już zabudowanymi.